# Adémar z Angoulême
Adémar (popř. Aymar) z Angoulême (? – 2. duben 930) byl franský šlechtic, syn Emenona, hrabě z Poitou, Limoges a regent v Angoulême.

## Životopis

### Dětství a mládí
Jeho otec Emenon, hrabě z Poitiers (Poitou), patřil k vlivným šlechticům na dvoře akvitánského krále Pipina I. Akvitánského. Po jeho smrti roku 838 a proti vůli císaře Ludvíka Pobožného, který si přál na akvitánský trůn dosadit svého nejmladšího syna Karla, nechal králem Akvitánie provolat syna zesnulého krále - Pipina II. Císař poslal do Akvitánie vojsko, svoji vůli prosadil silou a Emenon i jeho bratr Bernard byli z Poitiers vyhnáni a toto hrabství císař udělil Ramnulfovi, který byl synem Geralda z Auvergne.
Turpio, jako jediný z bratrů, zachoval věrnost císaři a ten mu potvrdil (či udělil) držení hrabství Angoulême. Právě u něj našel Emenon i s rodinou azyl a po jeho smrti († 863) se Emenon stal i hrabětem z Angoulême. Roku 866 Emenon zemřel, však Adémar hrabství neobdržel. Snad pro svůj nízký věk. Západofranský král Karel II. Holý rozhodl tak, že toto hrabství a hrabství Périgord svěřil Wulgrinovi, zkušenému franskému velmoži, zakladateli dynastie Tailleferů. Ten se ujal i výchovy Adémara a jeho bratra Adalelma.
Ani po Wulgrinově smrti (roku 886) nebylo Adémarovi dopřáno držet žádné ze dvou zmíněných hrabství. Ta získali synové Wulgrina, Alduin I. Angoulême, Vilém Périgord. O to víc se Adémar toužil zmocnit hrabství Poitou, které považoval za dědictví po svém otci.

### Dobytí a ztráta Poitou
Dokud byl v Západofranské říši (resp. Francii) u moci rod Karlovců, zdálo se být pro Adémara dosáhnout tohoto cíle nemožné. Ramnulf zemřel společně s Robertem Silným roku 866 v bitvě u Brissarthe, kde franská vojska podlehla nečekanému výpadu Vikingů a Poitou si po jeho smrti v tichosti přivlastnil císař a král Karel II. Holý, který toleroval fakt, že území Poitou obsadil Bernard z Gothie, tedy Adémarův bratranec. Po smrti Karla II. Holého roku 877 obdržel Poitou syn Ramnulfa, opět Ramnulf.
Po abdikaci císaře Karla III. Tlustého se roku 888 na trůn Západofranské říše dostal Odo Pařížský, syn Roberta Silného. Do čela země tak dosedla nová dynastie, což vévoda akvitánský, jinak oddaný stoupenec Karlovců a vychovatel malého prince a pretendenta na západofranský trůn Karla, těžce nesl. Při návštěvě Paříže roku 890 nečekaně zemřel (údajně byl otráven) a Poitou, kde zůstal sirotek po Ramnulfovi, nemanželský syn Ebalus Manzer, se náhle dostalo do zájmu politických hrátek Ody Pařížského, který vyslal na Poitou vojsko v čele se svým bratrem Robertem a Adémarem.
Mladičký Ebalus našel azyl u opata Geralda z Aurillacu a později u Viléma, hraběte z Auvergne. Ten v září roku 892 demonstroval svoji vojenskou silu, aby královské vojsko odradil od dalších dobyvačných choutek, což se i podařilo, avšak Poitou zůstalo obsazeno.
Adémar brzy pochopil, že ten, kdo má příště vlastnit toto bohaté hrabství, má být Robert, bratr krále Ody. Proto se ještě téhož roku nečekaným výpadem Poitiers zmocnil a královskou posádku odtud vyhnal. Odo již neměl čas na tento čin reagovat, neboť vyvstalo nové nebezpečí, vážnější, a to korunovace prince Karla za západofranského krále, o což se postaral Odův odpůrce Fulko, remešský arcibiskup.
Narovnání majetkových poměrů a oficiální uznání titulu hraběte z Poitou od krále Ody Pařížského získal Adémar až na jaře roku 897, přičemž musel přistoupit na nemalé majetkové ústupky vůči královu bratru Robertovi. Jako jistou satisfakci za respektování této úmluvy získal již roku 898 hrabství Limoges.
V témže roce Odo Pařížský zemřel a vlády se chopil Karel III. Prosťáček, jenž se s Ebalusem znal od dětství. Ten využil v roce 902 nepřítomnosti Adémara v Poitou a nočním výpadem se za pomoci Viléma Zbožného města zmocnil a tak ovládl i celé hrabství. Adémar přišel roku 904 i o Limoges, kterým král Karel III. obdaroval Ebaluse a Adémar nakonec našel exil u svého švagra Viléma v Périgordu.

### Regent v Angoulême a závěr života
Dne 27. března 916 zemřel Alduin I., hrabě z Angoulême. Zanechal po sobě nezletilého potomka Viléma a správy hrabství se ujal Adémar v hodnosti regenta, zřejmě z poslední vůle svého švagra. Jeho regentství skončilo v roce 926, což bývá udáváno i jako datum jeho úmrtí, například historikem Alfredem Richardem, ale tomu odporuje zmínka v Annales Engolismenses a Chronicon Aquitanicum, které přisuzují jeho úmrtí v roce 930. Pohřben byl v kostele Saint-Hilaire-le-Grand v Poitiers, což by bez svolení Ebaluse Manzera, v té době již vévody akvitánského, nebylo možné. Na urovnání jejich vzájemných vztahů poukazuje i to, že Adémar byl obdarován Ebalusem držením opatství Courcôme.

## Rodina a původ
Původ jeho otce Emenona, stejně jako jeho strýců, není jistý. Někteří historici i indicie poukazují na vzdálené příbuzenské vztahy s Vilémem z Gellone, vycházející z tvrzení jeho bratrance Bernarda z Gothie, který se označuje za potomka Adalhelma z Autunu,
Adémar byl ženatý se Sanchou, dcerou hraběte Wulgrina I. z Angoulême, avšak žádné potomky spolu neměli.
Jeho bratr Adalelm se pokusil v roce 892 neúspěšně obsadit město Aurillac v době, kdy zde pobýval v azylu Ebalus Manzer u opata Geralda. Dobrodružný vpád do města mu však nevyšel, byl zajat a během krátkého věznění zemřel.